# Луогосанто
Луогосанто (итал. Luogosanto) је насеље у Италији у округу Сасари, региону Сардинија.
Према процени из 2011. у насељу је живело 1277 становника. Насеље се налази на надморској висини од 350 м.

## Становништво
Према резултатима пописа становништва 2011. у општини је живело 1.905 становника.
| 1951. | 1961. | 1971. | 1981. | 1991. | 2001. | 2011. |
| ----- | ----- | ----- | ----- | ----- | ----- | ----- |
| 2.742 | 2.612 | 2.029 | 1.972 | 1.875 | 1.825 | 1.905 |